# チュニジア鉄道

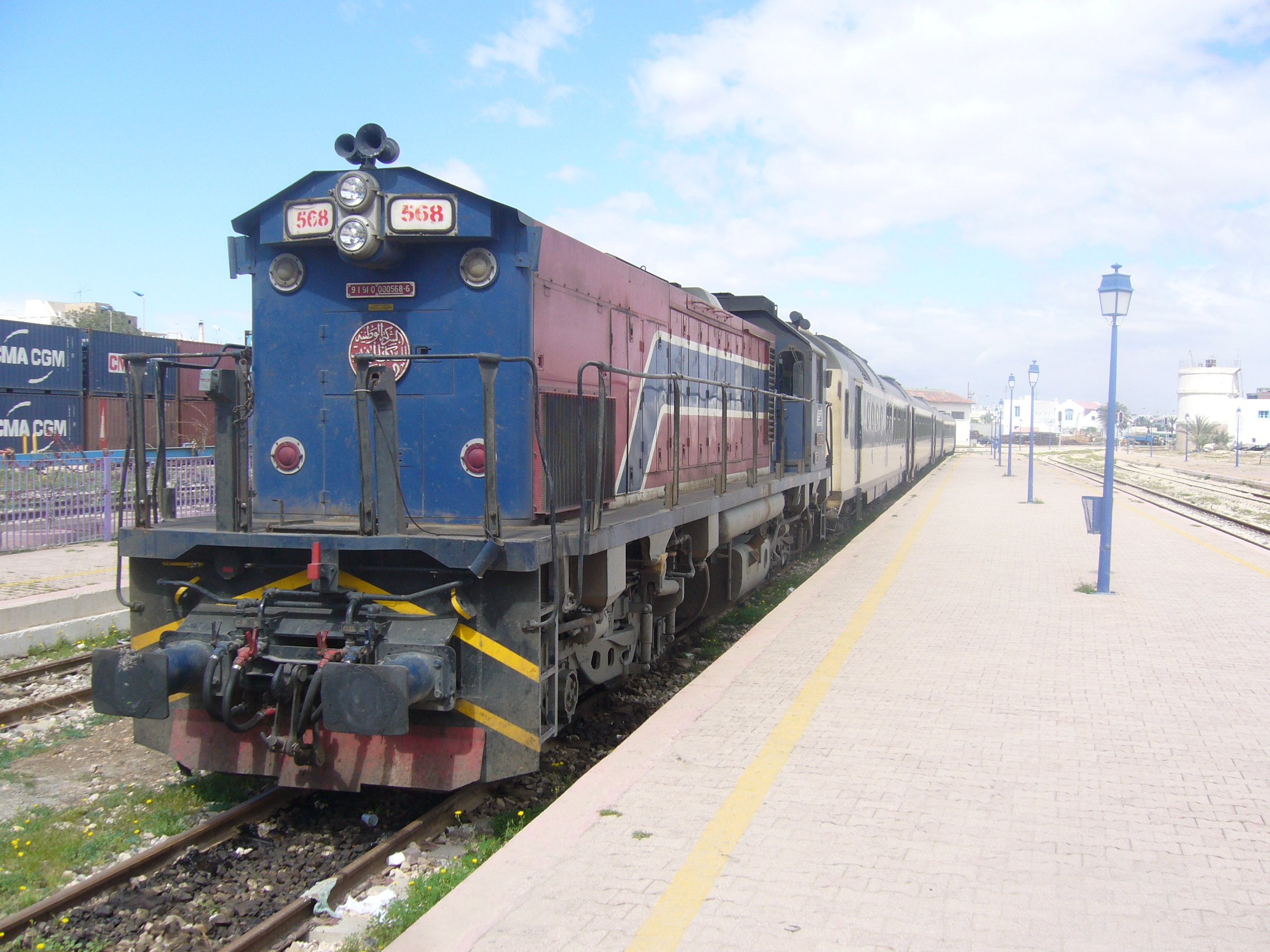
スファックス駅にて、ディーゼル機関車牽引の列車

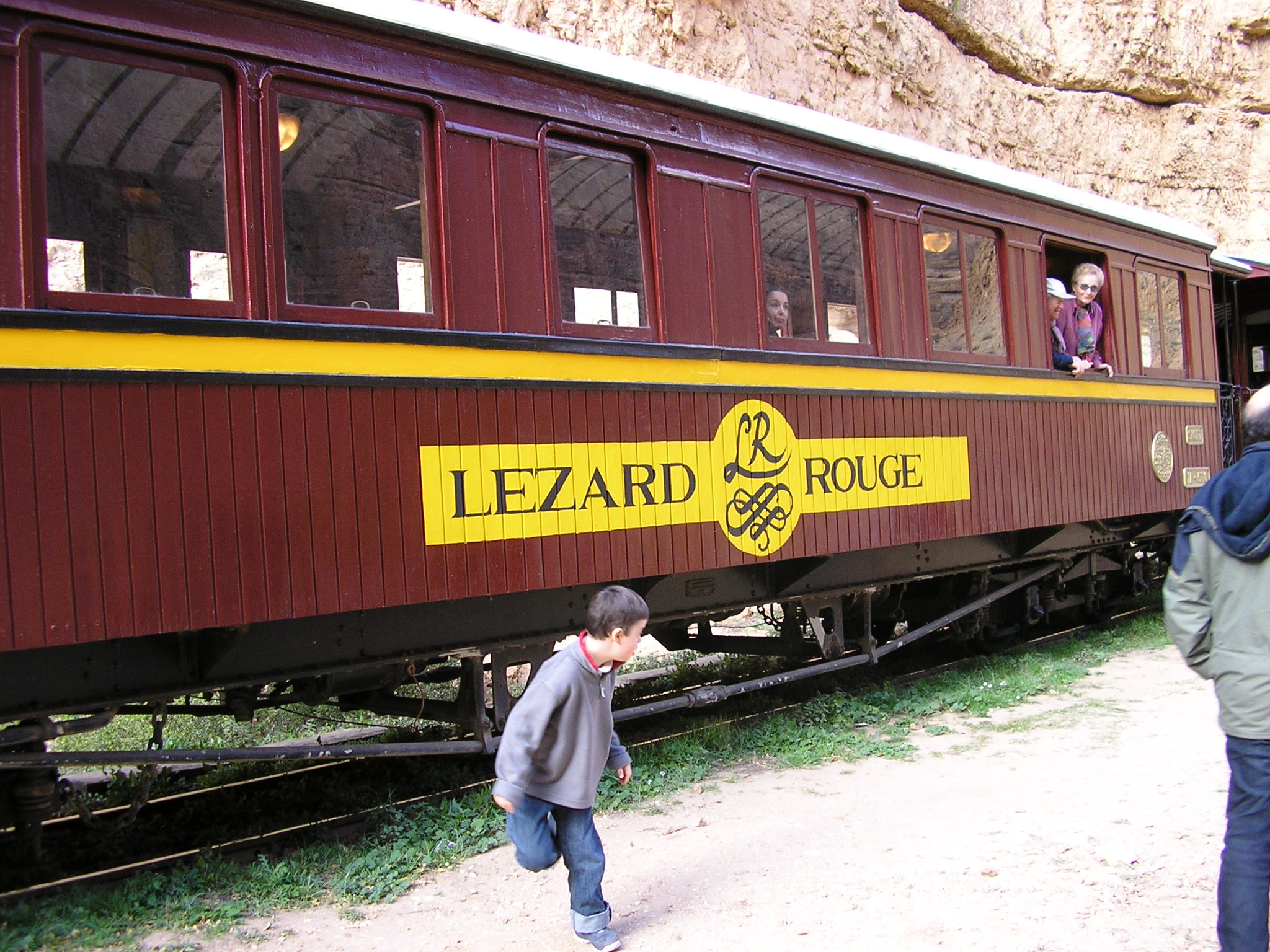
観光鉄道 レザー・ルージュ（Lézard rouge）の客車

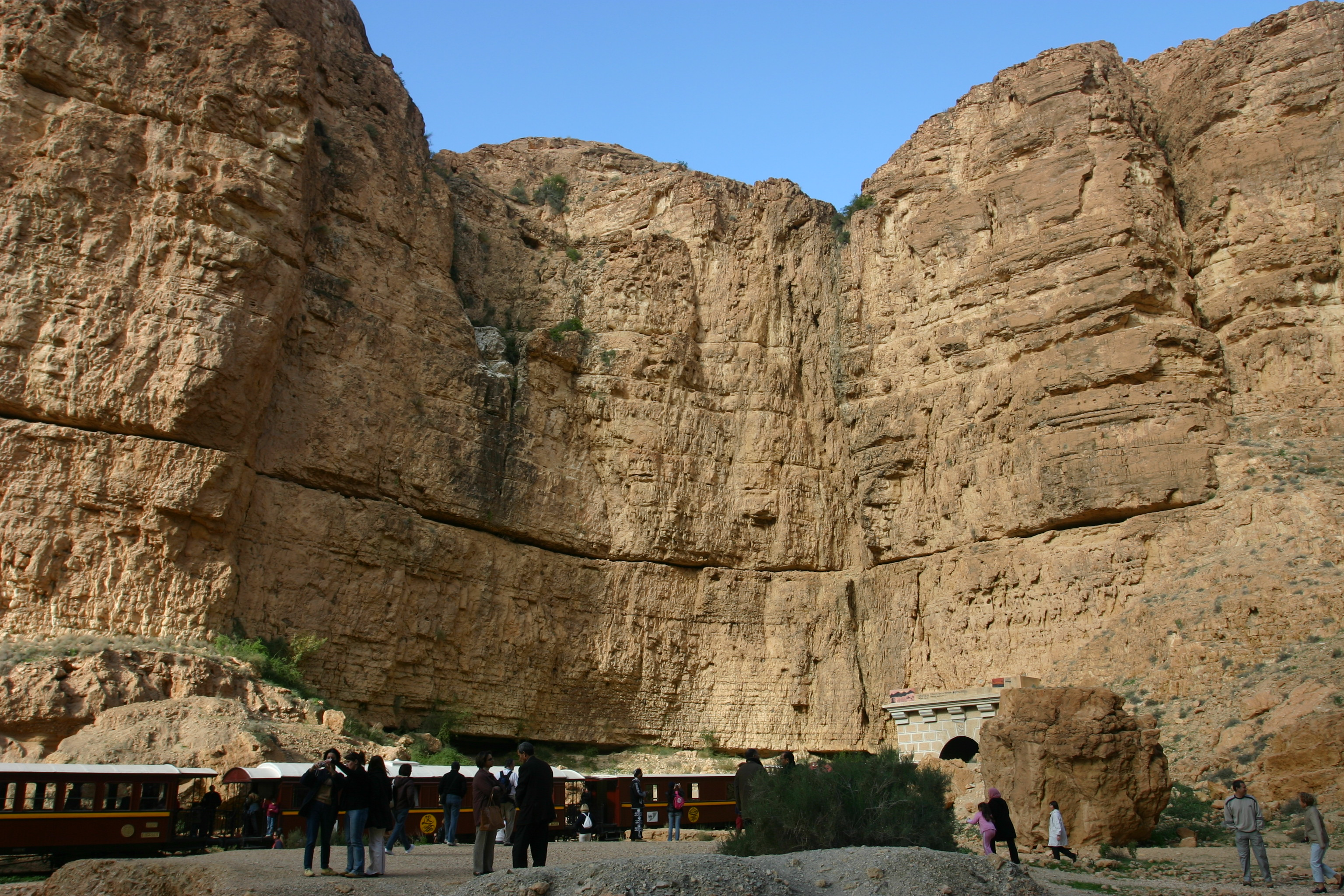
レザー・ルージュとセルジャ渓谷の様子

チュニジア鉄道（フランス語：Société Nationale des Chemins de Fer Tunisiens、略称SNCFT、英語：Tunisian Railways）は、チュニジアの交通省の監督による国有鉄道である。1956年12月に設立され、本社はチュニスにあり、従業員は約6,000人で、旅客、貨物輸送の双方を実施している。
チュニジアは旧宗主国のフランスから鉄道網の大半を引き継いだ後、チュニジア政府がさらに施設を拡充した。歴史上の経緯から軌間は2種類があり、北部には471キロの標準軌路線があり、中部と南部には1,674キロの狭軌（メーター・ゲージ）路線がある。チュニジアの鉄道は隣国のアルジェリアと結ばれているが、旅客列車は2008年夏の時点で、1日1往復に限られている。

## 旅客輸送
2003年、チュニジア鉄道は延べ3,570万人の旅客を輸送した。列車はグランド・コンフォート車、1等車、2等車がある。直行エアコン列車（Direct Climatisé）はこれら3クラスすべてで冷房があり、急行列車（Express）はグランド＝コンフォート車、1等車のみが冷房を有する。普通列車は大抵、1等車と2等車のみを連結している。
2008年、チュニジア鉄道は「オートレール・エクスプレス（Autorail Express）」と名づけた新しいディーゼルカーを導入し、主にチュニスから南方のスース、スファックスへの路線に用いられている。
なお、チュニス都市圏での輸送は、ライトレール方式のチュニスメトロと、TGM線によっている。
また「レザー・ルージュ（Lézard rouge）」というディーゼル機関車による観光列車が、メトラウイ - セルジャ間で運転されている。

## 貨物輸送
チュニジア鉄道は、2003年には1,160万トンの貨物輸送量があった。チュニジア南部では、リン酸塩や鉄鉱石が輸送されている。

## 歴史

チュニジアの鉄道網

最初のチュニジアの鉄道は、1872 年8月、チュニス - ラマルサ間（現在のTGM線）に開業した。

### 北部の路線網形成
フランス企業（Corporation des Batignolles と、その子会社の Compagnie des chemins de fer Bône-Guelma）により北部の路線が建設され、1878年にチュニス - テブルバ間が開業、以後1879年にジェンドゥーバ、1880年にガルディマオーまで延長され、1884年にはアルジェリアまで結ばれた。また1894年には、ビゼルトへの路線が完成した。フランス企業は1922年まで経営権を認められていたが、その後は、チュニジア政府へ売却された。

### 南部の路線網形成
1885年、セルジャ地域で、多量のリン酸塩が発見された。1897年、鉄道事業者（Compagnie des phosphates et des chemins de fer de Sfax-Gafsa 、CPCFSG）にスファックス港へ鉱物を輸送する路線の免許が認可され、1899年、スファックス - メトラウイ間の狭軌（メーターゲージ）の路線が開通した。この路線は1913年にトズールまで、1916年にガベスまで延長された。営業免許の満了後、路線はチュニジア政府へ返還された。
さらにこの会社は、1895年から1899年にかけて建設されたチュニスとスースの間の路線の免許を認可されていた。1911年にはスース - スファックス間が結ばれた。

### 第2次世界大戦後
チュニジアの鉄道は、複数の鉄道事業体によって運営されていたが、1956年の独立後、TGM線を除いて、新たに設立されたチュニジア鉄道（SNCFT）のもとでの運営に統合された。

### 近代化
ガフサ - ガベス間を直結する120キロの路線は、新たに建設されたものである。
2004年、チュニス - スファックス間の幹線で、低速での運転となるスースの都心部をバイパスする新ルートが開通した。チュニス - スファックス間はこの時点でほぼ複線化され、高速化と定時性向上が図られている。
ガベスからリビアへ直通する標準軌路線について、検討がなされている。リビアでは、最終的にはエジプトに直通する海岸沿いの鉄道路線を建設中である。